# Carl Berg (Luftschiffbauer)

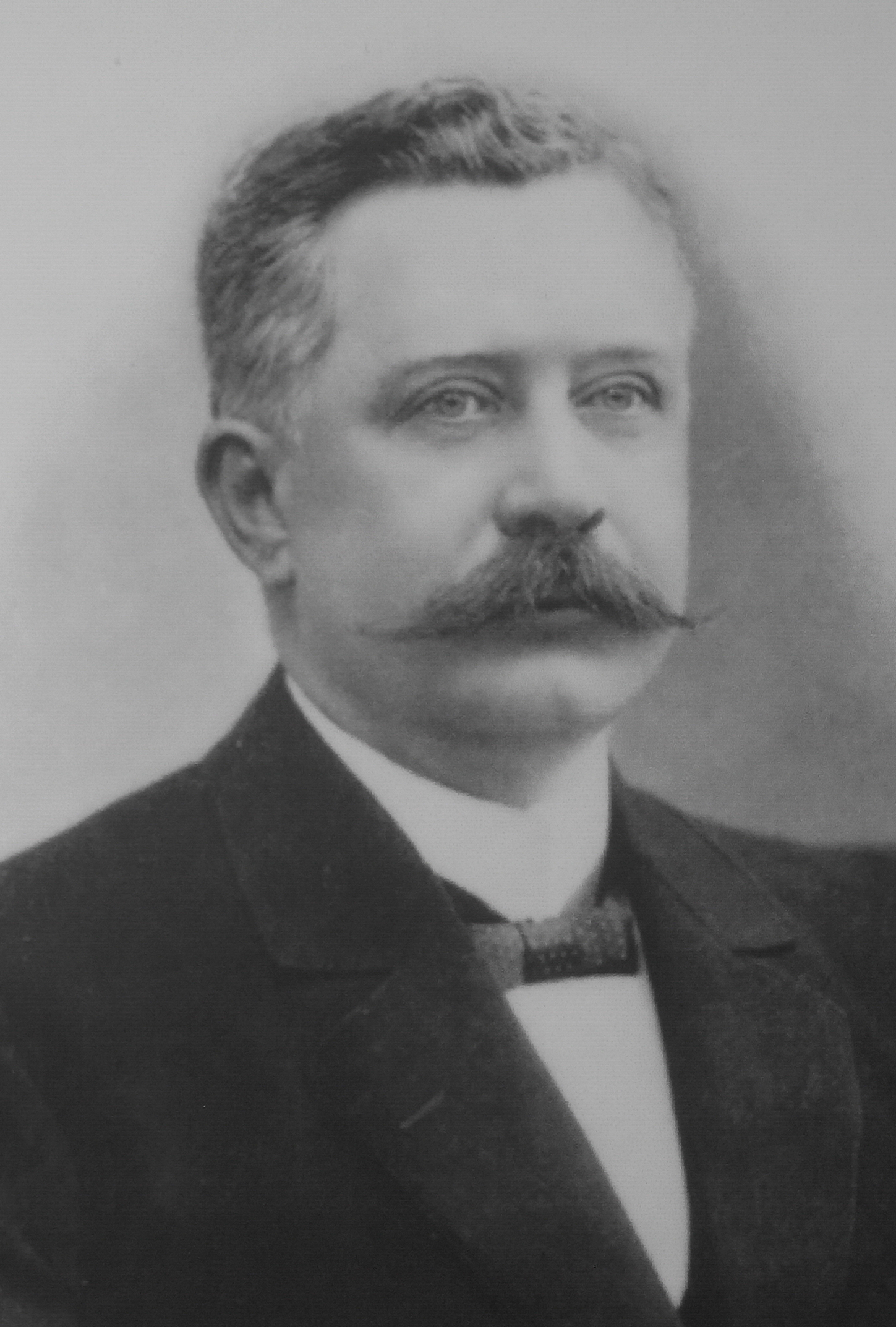
Carl Berg

Carl Berg (* 4. Februar 1851 in Lüdenscheid; † 26. Mai 1906 in Bonn) war ein deutscher Unternehmer und Luftschiffbauer.
Berg stammte aus einer eisengewerblichen Familie. Sein Urgroßvater gründete 1786 in Lüdenscheid eine Knopfmacherwerkstatt. In den folgenden Generationen wurde der Betrieb zu einem bedeutenden metallverarbeitenden Unternehmen ausgebaut. Unter anderem kamen ein Messingwerk und ein Hammerwerk in Eveking (heute Werdohl) hinzu.
Carl Berg übernahm mit 20 Jahren, nach dem Tod des Vaters, die Firma und nutzte die Gründerjahre zur weiteren Expansion. Er setzte früh auf die Chancen der Elektroindustrie und lieferte der Post als erster Doppelbronzedraht für Telegraf und Telefon. Hinzu kamen weitere Artikel aus Nichteisenmetallen.
Berg gründete als Zweigunternehmen die Kupferwerke Deutschland in Berlin und Österreich in Außig (Böhmen, damals Habsburgermonarchie). Vor allem aber ahnte er die Chancen für Aluminium als Leichtbaustoff. Daraus erwuchs im Werdohler Ortsteil Eveking ab etwa 1891 die Keimzelle der aluminiumverarbeitenden Industrie im damaligen Deutschen Reich.
Ein Verein bemüht sich derzeit mit der Sammlung Luftfahrt.Industrie.Westfalen, an diesem industriehistorisch bedeutenden – aber wenig beachteten – Standort ein Museum zur Vor- und Frühgeschichte der eng miteinander verbundenen Entwicklung der Aluminium- und Luftfahrtindustrie in Westfalen aufzubauen.
Seine Firma in Lüdenscheid wurde zu einem Vorreiterunternehmen der Aluminiumindustrie.
Im Jahr 1892 lieferte Berg dem Luftschiffkonstrukteur David Schwarz das Material für das geplante erste lenkbare Luftschiff der Welt. Die Firma Berg führte auch die Konstruktion des Gerippes und der Beplankung aus Aluminium durch. Nach dem Tod von Schwarz arbeitete Berg in gleicher Weise für die Luftschiffprojekte von Grafen Zeppelin. Auf dem Werksgelände in Lüdenscheid wurde Z-I vormontiert und von dort aus nach Friedrichshafen verschickt. Auch für Z-II und Z-III lieferte Berg das Material unentgeltlich. Der Ingenieur Fritz Burr war kurzzeitig als Betriebsleiter in Eveking tätig und gründete dann – ebenfalls als Zulieferer für von Zeppelin – ein Aluminiumwalzwerk, heute: Aluminium-Werke Wutöschingen.
Nach dem Tod von Berg wurde der Flugzeugbau zum Abnehmer der Firma Berg.
Sein Sohn ist der Chemiker Herbert Berg (1905–1988), der für Wacker Chemie in den 1930er Jahren wegweisende Produktionsverfahren entwickelte.